# Popůvky (district de Třebíč)
Pour les articles homonymes, voir Popůvky.
Popůvky (en allemand : Popuwka, Popuwek) est une commune du district de Třebíč, dans la région de Vysočina, en République tchèque. Sa population s'élevait à 72 habitants en 2020.

## Géographie
Popůvky se trouve à 6 km au sud-sud-ouest du centre de Náměšť nad Oslavou, à 19 km à l'est-sud-est de Třebíč, à 47 km au sud-est de Jihlava et à 160 km au sud-est de Prague.
La commune est limitée par Hartvíkovice au nord-ouest, par Sedlec au nord-est et à l'est, par Kladeruby nad Oslavou au sud-est, par Kramolín et Dalešice au sud, et par Stropešín à l'ouest.

## Histoire
La première mention écrite de la localité date de 1347.

## Transports
Par la route, Popůvky se trouve à 12 km de Náměšť nad Oslavou, à 22,5 km de Třebíč, à 55,5 km de Jihlava et à 196 km de Prague.